# Heterogamus maculicosta
Heterogamus maculicosta är en stekelart som beskrevs av Günther Enderlein 1920. Heterogamus maculicosta ingår i släktet Heterogamus och familjen bracksteklar. Inga underarter finns listade i Catalogue of Life.